# Alona Sawczenko
Alona Wałentyniwna Sawczenko, ukr. Альона Валентинівна Савченко (ur. 19 stycznia 1984 w Obuchowie) – ukraińska łyżwiarka figurowa reprezentująca Niemcy, startująca w parach sportowych z Bruno Massotem. Mistrzyni olimpijska z Pjongczangu (2018), dwukrotna brązowa medalistka olimpijska z Vancouver (2010) i Soczi (2014), uczestniczka igrzysk olimpijskich (2002, 2006), 6-krotna mistrzyni świata (2008, 2009, 2011, 2012, 2014, 2018), 4-krotna mistrzyni Europy (2007–2009, 2011), 5-krotna zwyciężczyni finału Grand Prix (2008, 2011, 2012, 2014, 2018), mistrzyni świata juniorów (2000), zwyciężczyni finału Junior Grand Prix (1999), dwukrotna mistrzyni Ukrainy (2000, 2001) oraz 10-krotna mistrzyni Niemiec (2004–2009, 2011, 2014, 2016, 2018).
Po zmianie przepisów w punktacji zawodów łyżwiarskich w 2018 roku, do Sawczenko i Massota należą dwa historyczne rekordy świata (GOE±3) par sportowych w kategorii seniorów: za program dowolny (162,86 pkt) i notę łączną (245,84 pkt).

## Życiorys

### Początki
Urodziła się w ukraińskim Obuchowie jako jedno z czworga dzieci, a zarazem jedyna córka miejscowych nauczycieli, Niny i Wałentyna Sawczenko. Jej ojciec nauczał wychowania fizycznego i przez krótki czas był trenerem lekkoatletyki w Niemczech. W młodości uprawiał podnoszenie ciężarów i otrzymał tytuł „Zasłużonego mistrza sportu ZSRR” w tej dyscyplinie. Z kolei jej matka również uprawiała różne sporty, ale bez znaczących osiągnięć. Alona wyraziła chęć nauki jazdy na łyżwach mając trzy lata, gdy zobaczyła plakat reklamujący łyżwiarstwo figurowe. W tym samym czasie poprosiła ojca o zakup pierwszych łyżew na trzecie urodziny. Jej ojciec Wałentyn nauczył kilkuletnią Alonę poruszania się na łyżwach na zamarzniętym jeziorze blisko ich domu, ale rodzice nie wierzyli, że ich córka może zostać łyżwiarką ze względu na drogie dojazdy na treningi do Kijowa. Sawczenko rozpoczęła treningi na lodowisku „Biłosniżka” mając około pięciu lat, ale ojciec uświadomił sobie brak perspektyw rozwoju sportowego córki na miejscowym lodowisku i postanowił zabrać ją na lodowisko „Kriżynku” w Kijowie, gdzie dostrzeżono jej talent łyżwiarski. W dzieciństwie Sawczenko uczęszczała również do szkoły muzycznej, gdzie uczyła się gry na pianinie, jednak porzuciła muzykę na rzecz sportu.

### Kariera sportowa

#### 1998–2002: pierwsze sukcesy, debiut na igrzyskach i wyjazd z Ukrainy
Początkowo Sawczenko występowała jako solistka, ale w wieku 13-14 lat zamieniła konkurencję na pary sportowe i skupiła się na nauce nowych elementów łyżwiarskich. Karierę rozpoczęła w klubie Dynamo Kijów. Jej pierwszym partnerem był Dmytro Bojenko, a trenerem Ołeksandr Artyczenko. Wspólnie zajęli 13. miejsce na mistrzostwach świata juniorów 1998.
W 1998 roku jej drugim partnerem sportowym został Stanisław Morozow z którym reprezentowała dotychczasowy klub Dynamo Kijów, zaś ich szkoleniem zajęła się trenerka Hałyna Kuchar. Para odniosła pierwsze sukcesy na arenie międzynarodowej w sezonie 1999/2000, kiedy to zwyciężyli w finale Junior Grand Prix 1999 w Gdańsku, a następnie zostali mistrzami świata juniorów 2000 w Oberstdorfie. Zostali również dwukrotnymi mistrzami Ukrainy (2000, 2001) i zadebiutowali na Zimowych Igrzyskach Olimpijskich 2002 w Salt Lake City. W debiucie olimpijskim zajęli 13. miejsce. Tuż po igrzyskach Sawczenko i Morozow zakończyli wspólną jazdę. Rozstali się w dobrych stosunkach, choć Sawczenko przyznała później, że pomimo tego, że wiele zawdzięcza trenerce Kuchar to często kłóciły się na treningach. Nie był to jednak główny powód rozstania z Morozowem.
Pomimo sukcesów sportowych Sawczenko nie otrzymywała żadnego wsparcia ze strony ukraińskiej federacji. Treningi Alony w Kijowie rozpoczynały się o siódmej rano, dlatego wyruszała z rodzinnego Obuchowa o czwartej rano. Z biegiem czasu robiła to dwa razy dziennie, na dwie sesje treningowe. Ukraińska federacja nie pomogła jej w znalezieniu zakwaterowania w Kijowie, a jej rodzice nie mieli na to pieniędzy utrzymując sześcioosobową rodzinę z dwóch nauczycielskich pensji. Gdy wieczorne treningi kończyły się zbyt późno, a poranne rozpoczynały się zbyt wcześnie, Sawczenko nocowała u swojej trenerki Hałyny Kuchar. Jej podróże na trasie Obuchów-Kijów trwały aż dziewięć lat. Sawczenko próbowała podjąć dialog z ukraińską federacją, aby nadal reprezentować ojczyznę. Federacja zaproponowała jej treningi próbne z Rosjaninem Antonem Niemienko, ale nie chciała zapłacić za jego pobyt w Kijowie. Sawczenko stwierdziła później, że: „Nikt nie jeździ na łyżwach za pieniądze, ale bez pieniędzy nie da się osiągnąć wyników. Nie byłam pierwszym i myślę, że nie będę ostatnim sportowcem, który opuści Ukrainę”. Gdy Sawczenko postanowiła wyjechać z Ukrainy została wezwana na komisję, która nakazała jej oddać wszystko co otrzymała od państwa – był to jeden kostium i para łyżew, gdyż resztę kostiumów szyła za własne pieniądze.

#### 2003–2014: sukcesy z Szolkowym dla reprezentacji Niemiec
W 2002 roku ponownie zmieniła partnera, tym razem na Robina Szolkowy. W 2003 roku wyjechała do Niemiec i zmieniła trenera na Ingo Steuera. 29 grudnia 2005 otrzymała niemieckie obywatelstwo i reprezentowała Niemcy w igrzyskach olimpijskich w 2006. Na mistrzostwach Europy w 2006 zdobyła srebrny medal, a na 3 kolejnych mistrzostwach Europy w 2007, 2008 i 2009 – złote. W 2011 znów zdobyła złoty medal mistrzostw Europy tym razem wywalczyła go w szwajcarskim Bernie. W 2007 na mistrzostwach świata w Tokio zdobyła brąz, by w Göteborgu i Los Angeles nie mieć sobie równych. W 2011 roku wywalczyła ponownie złoty medal mistrzostw świata, tym razem było to w Moskwie, a rok później w Nicei wywalczyła kolejne złoto. W 2010 roku startowała w igrzyskach olimpijskich, na których zdobyła brązowy medal olimpijski. Jest także siedmiokrotną mistrzynią Niemiec począwszy od 2004 do 2011 roku z przerwą w 2010 roku.

#### 2014–2018: partnerstwo z Massotem i złoty medal olimpijski

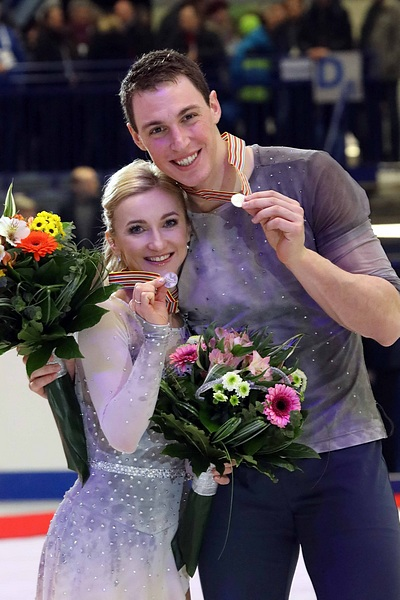
Sawczenko i Massot ze srebrnym medalem mistrzostw Europy 2017

W marcu 2014 roku, po zakończeniu mistrzostw świata, trener Ingo Steuer potwierdził pogłoski o negocjacjach z Francuską Federacją Sportów Lodowych (FFSG) dotyczących francuskiego łyżwiarza, który po rocznej, regulaminowej przerwie od startów będzie mógł reprezentować Niemcy wraz z Aloną Sawczenko. Wkrótce po tym niemiecka gazeta „Bild” potwierdziła, że nowym partnerem Sawczenko ma zostać Francuz Bruno Massot, zaś ich celem będzie zdobycie mistrzostwa olimpijskiego w 2018 roku. Po mistrzostwach świata 2014 media donosiły o kłótni Sawczenko z trenerem Steuerem i napiętej sytuacji w sztabie trenerskim. W październiku Sawczenko opuściła bazę szkoleniową w Chemnitz i wraz z Massotem zaczęła trenować w Oberstdorfie u Alexandra Königa. Było to również spowodowane kwestiami finansowymi, gdyż Federalne Ministerstwo Spraw Wewnętrznych odmówiło płacenia i wspierania pracy szkoleniowej Steuera po ujawnieniu jego powiązań z Państwową Służbą Bezpieczeństwa sprzed 25 lat. Jedynym finansowaniem były pieniądze, które Sawczenko otrzymywała jako członek niemieckiej kadry narodowej. Z kolei Massotowi odmówiono wsparcia finansowego ze strony francuskiej federacji jednocześnie obiecując, że sytuacja zmieni się, jeśli Sawczenko otrzyma pozwolenie niemieckiej federacji na reprezentowanie Francji. Do problemów finansowych przyczyniał się również fakt, Sawczenko i Massot nie mogli występować w rewiach ze względu na roczny zakaz startów Massota przez co nie byli w stanie sami płacić za trenowanie w Chemnitz. Sawczenko zaproponowała, aby Steuer wspierał ich nieodpłatnie, ale ten odmówił. Z kolei ich szkolenie u Königa było finansowane przez niemiecką federację.

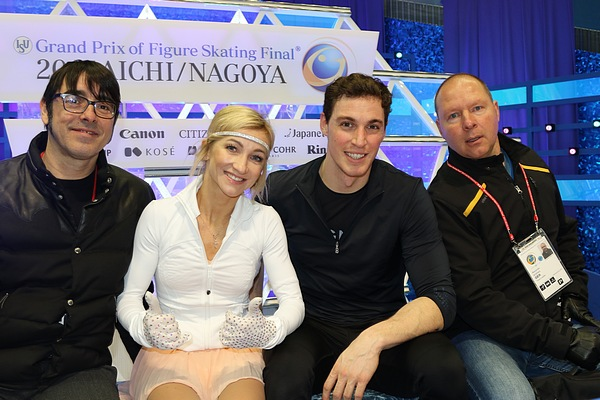
Od lewej Jean-François Ballester, Alona Sawczenko, Bruno Massot i Alexander König w kiss and cry podczas finału Grand Prix 2017

Sawczenko i Massot znali się wcześniej, gdyż obydwoje trenowali ze swoimi poprzednimi partnerami u Ingo Steuera w Chemnitz. Massot i jego partnerka, Rosjanka Darja Popowa reprezentowali Francję, ale ze względu na odmówienie francuskiego obywatelstwa Popowej nie mogli wystartować na igrzyskach olimpijskich 2014 w Soczi. Ich głównym trenerem był Jean-François Ballester, jeden z późniejszych trenerów Sawczenko i Massota. Para rozpoczęła wspólne treningi w kwietniu 2014 roku, aby zniwelować różnice w technice i stylu jazdy oraz przystosować się do nowych warunków m.in. różnicy wzrostu, sposobu wykonywania elementów łyżwiarskich, zaś ich pierwsze oficjalne wystąpienie miało miejsce w maju podczas rewiii All That Skate w Korei Południowej.
Gdy Massot zgodził się na rozpoczęcie współpracy z Sawczenko złożył do francuskiej federacji FFSG wniosek o zezwolenie na reprezentowanie Niemiec. FFSG odmówiło, co wiązało się z utratą możliwości startów nawet na dwa lata, choć Massot już w tym czasie starał się o niemieckie obywatelstwo. Ówczesny prezydent FFSG Didier Gailhaguet, miał wtedy odnieść się do transferu Massota słowami: „Nie pozwolimy na to. Bruno dobrze o tym wie”. Koordynatorka francuskiej reprezentacji łyżwiarskiej Katia Krier tłumaczyła wtedy, że otrzymali oni list od Sawczenko z prośbą o możliwość transferu z Niemiec do Francji jeszcze przed igrzyskami olimpijskimi 2014, przez co francuska federacja miała nadzieję na starty Sawczenko i Massota pod francuską flagą. Ostatecznie 26 października 2015 roku, po 18 miesiącach od rozpoczęcia prób wydania zezwolenia na reprezentowanie przez Massota innego kraju, Didier Gailhaguet, prezydent FFSG przekazał mu informację o wydaniu zezwolenia na transfer. Gailhaguet stwierdził, że „ta historia powinna zachęcić wszystkich do lepszego zrozumienia subtelnego procesu międzynarodowych transferów”. Za decyzję aprobującą Gailhagueta, który w 2015 roku ubiegał się o objęcie prezydentury Międzynarodowej Uni Łyżwiarskiej (ISU), stały nie tylko regulaminy ISU i dobro zawodnika, ale również opłata za „rekompensaty szkoleniowe”, której FFSG zażądało od Massota. Pierwotnie była to kwota 70 tys. euro, którą później Niemiecki Związek Łyżwiarski (DEU) zrenegocjował do 30 tys. euro. Jednakże zakaz wszystkich występów Massota nałożony przez francuską federację, również tych w rewiach łyżwiarskich, nie pozwalał parze na zebranie odpowiedniej kwoty. Próbowali zbierać darowizny pieniężne poprzez zbiórkę interntową oraz odwoływać się do ISU, które z powrotem odesłało sprawę do niemieckiej i francuskiej federacji. Sprawa była o tyle pilna iż, aby Sawczenko i Massot mogli wystartować w imprezach mistrzowskich kończących sezon 2015/2016 musieli uzyskać minimalne oceny techniczne. Po wstępnym wydaniu pozwolenia, Gailhaguet zgodził się na ostateczne dopełnienie formalności i przyjęcie opłaty w wysokości 30 tys. euro, którą pokrył Niemiecki Związek Łyżwiarski (DEU) z zastrzeżeniem, że Sawczenko i Massot będą musieli w przyszłości spłacić część tej kwoty ze swoich przyszłych dochodów.

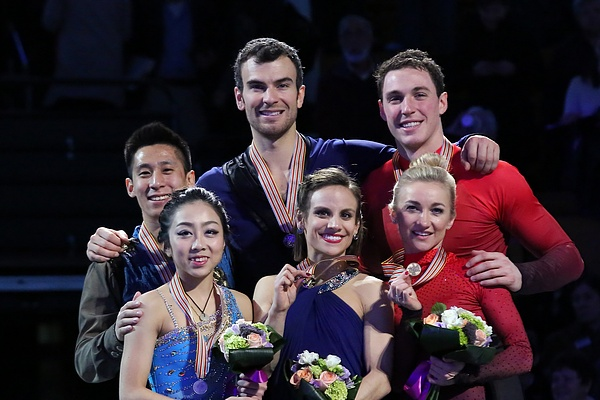
Pierwszy wspólny medal mistrzostw świata Sawczenko i Massota (po prawej) w 2016 roku

Sawczenko i Massot w pierwszym sezonie wspólnych startów, 2015/2016, zadebiutowali w listopadzie 2015 roku w zawodach z cyklu Challenger Series Tallinn Trophy 2015, gdzie zwyciężyli z przewagą 37,38 pkt nad niemiecką parą Mari Vartmann i Rubenem Blommaertem. W kolejnym tygodniu odnieśli drugie zwycięstwo w zawodach z tego cyklu, Warsaw Cup 2015. Następnie zdobyli pierwszy wspólny tytuł mistrzów Niemiec 2016, pierwszy dla Massota i dziewiąty dla Sawczenko. Na mistrzostwach Europy 2016 w Bratysławie zdobyli srebrny medal przegrywając z reprezentantami Rosji i ówczesnymi mistrzami olimpijskimi, Tetianą Wołosożar i Maksimem Trańkowem o 21,88 pkt. Sezon zakończyli brązowym medalem mistrzostw świata, gdzie na podium ustąpili Kanadyjczykom Meagan Duhamel i Ericowi Radfordowi oraz Chińczykom Sui Wenjing i Han Cong.

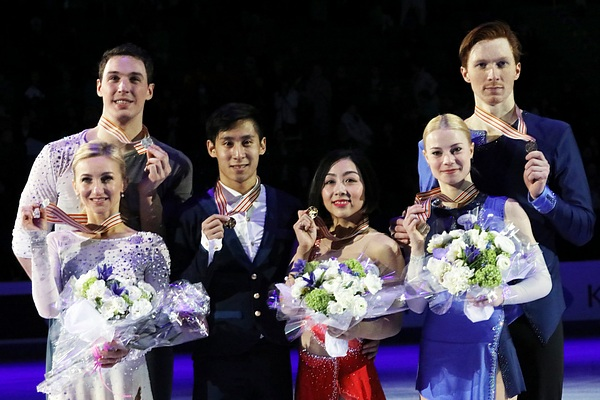
Wicemistrzostwo świata 2017

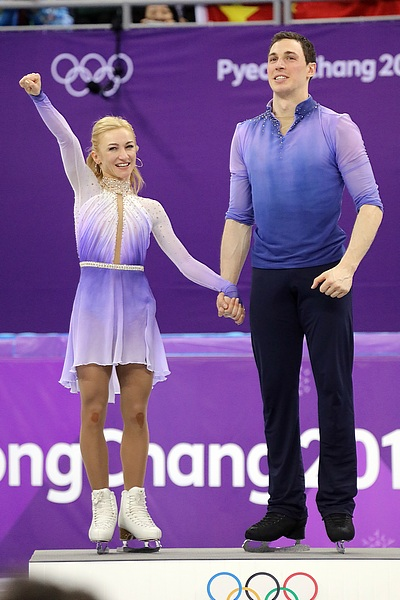
Sawczenko i Massot na podium igrzysk olimpijskich 2018

W czerwcu 2016 roku, podczas rewii All That Skate w Korei Południowej, Sawczenko i Massot zaprezentowali nowy program krótki do utworu „That man” Caro Emerald w stylu lat 50. XX wieku, który później został ich programem olimpijskim. Sezon 2016/2017 rozpoczęli od wygranych zawodów z cyklu Challenger Series, Nebelhorn Trophy 2016. Następnie zwyciężyli w obu zawodach Grand Prix, Rostelecom Cup 2016 i Trophée de France 2016. Podczas występu we francuskich zawodach Alona doznała kontuzji przy lądowaniu potrójnego wyrzucanego axla. Pomimo bólu dokończyli program i wygrali. Dało im to awans do finału Grand Prix, ale postanowili wycofać się z zawodów ze względu leczenie kontuzji Sawczenko. Z tego powodu opuścili również start w mistrzostwach Niemiec, choć wystąpili tam gościnnie prezentując jedynie podwójne skoki i zrezygnowali ze skoków wyrzucanych oraz podnoszeń twistowych. Jej problemy z kostką trwały trzy tygodnie, a rekonwalescencja zajęła dłużej niż przewidywano. W tym czasie występowali z ułatwioną choreografią podczas rewii pod koniec 2016 roku i zmienili część swojego programu dowolnego do „Lighthouse”. Sawczenko i Massot wystartowali na mistrzostwach Europy 2017 w Ostrawie i zdobyli srebrny medal wygrywając przy tym segment programu dowolnego. Pod koniec marca powtórzyli ten wynik zdobywając wicemistrzostwo świata 2017 w Helsinkach z wynikiem 230,30 pkt. Przegrali z Chińczykami Sui Wenjing i Han Cong o 1,76 pkt.
Sawczenko i Massot rozpoczęli sezon 2017/2018 od drugiego miejsca w zawodach z cyklu Challenger Series Nebelhorn Trophy 2017. Następnie powtórzyli ten rezultat w Skate Canada International 2017, przegrywając jedynie z kanadyjską parą Duhamel / Radford. Pierwsze wspólne zwycięstwo odnieśli na Skate America 2017, co jednocześnie dało im kwalifikację do finału Grand Prix 2017, gdzie zdobyli złoty medal.
W listopadzie 2017 roku Massot otrzymał niemieckie obywatelstwo, co pozwoliło mu reprezentować ten kraj na Zimowych Igrzyskach Olimpijskich 2018. W konkursie olimpijskim zajmowali czwarte miejsce po programie krótkim z notą 76,59 pkt. Następnego dnia ustanowili rekord świata w programie dowolnym 159,31 pkt, co dało im 0,43 pkt przewagi w nocie łącznej nad Chińczykami Sui Wenjing i Han Cong, a ostatecznie pozwoliło na wywalczenie złotego medalu olimpijskiego.

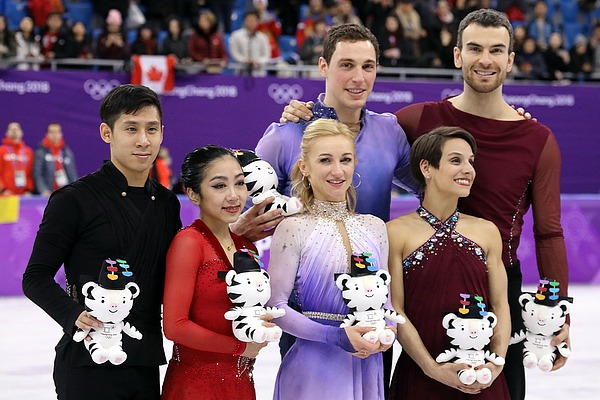
Sawczenko i Massot (pośrodku) na podium igrzysk olimpijskich 2018

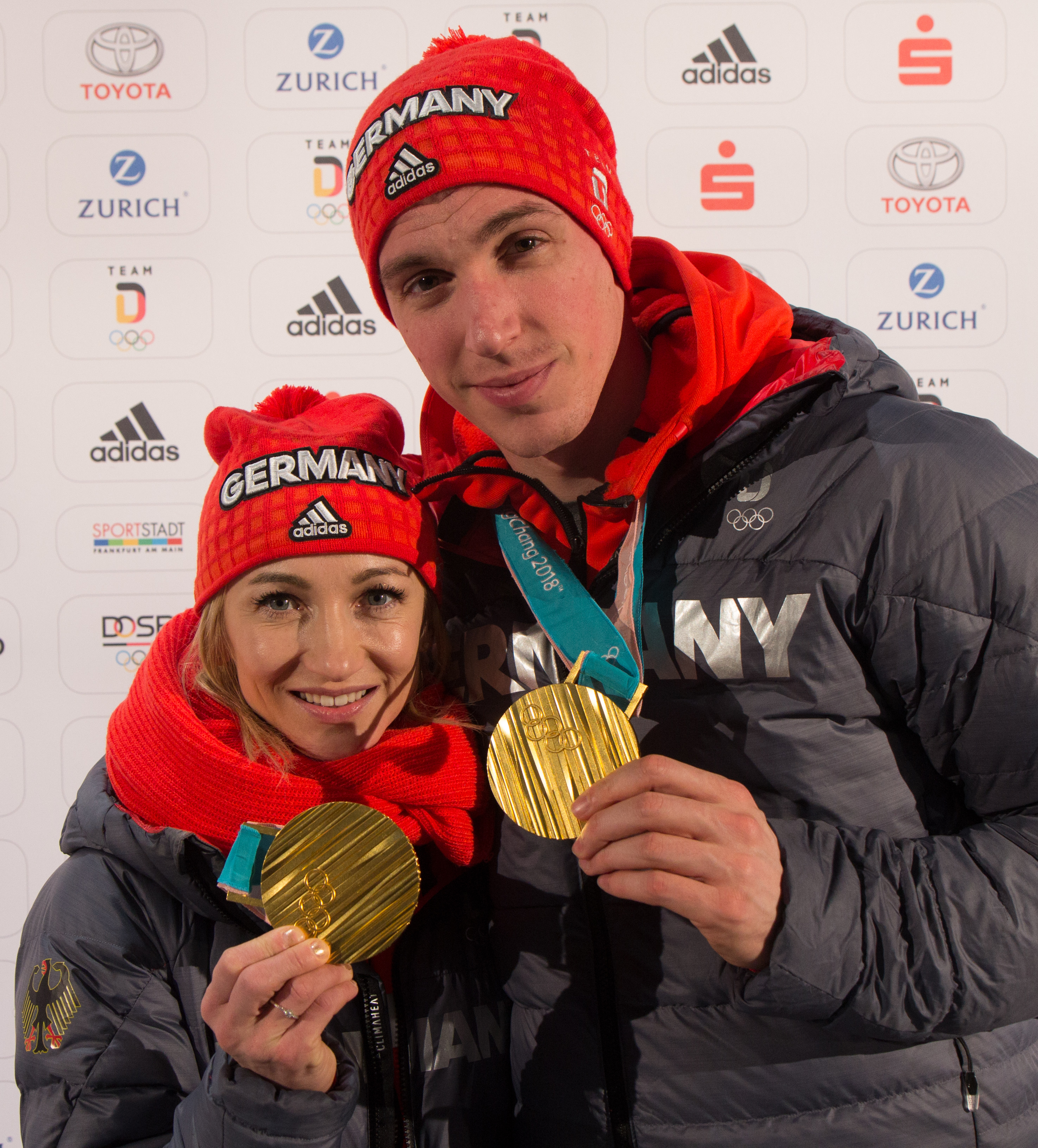
Sawczenko i Massot ze złotym medalem olimpijskim (luty 2018)

W marcu 2018 roku zdecydowali się wystąpić na mistrzostwach świata. Podczas mistrzostw poprawili trzy rekordy świata w: programie krótkim 82,98 pkt, programie dowolnym 162,86 pkt oraz nocie łącznej 245,84 pkt, co dało im tytuł mistrzowski (pierwszy dla Massota, szósty dla Sawczenko).
W maju 2018 roku Sawczenko i Massot poinformowali o co najmniej rocznej przerwie w startach na oficjalnych zawodach i skupieniu się na występach pokazowych. W międzyczasie Sawczenko trenowała amerykańską parę sportową, Alexę i Chrisa Knierimów oraz szkoliła młodzież. Sama wróciła do treningów na lodzie po urodzeniu córki w 2019 roku i wspólnie z Massotem zdecydowali o podjęciu próby powrotu do występów w parze. Latem 2020 roku opublikowała filmy na których wykonuje potrójnego axla i poczwórnego toe-loopa. Ze względu na pandemię COVID-19 musieli przełożyć wspólne plany, gdyż Massot na co dzień mieszkał w Szwajcarii, zaś Alona w Niemczech. Jak sama przyznała w tamtym czasie „jeśli wrócę do par sportowych to tylko z Bruno [Massotem], nie sądzę, żebym mogła znaleźć lepszego partnera, ponieważ on po prostu nie istnieje”.

### Inne
W 2016 roku wydano książkę „Ein perfektes Paar. Aljona Savchenko und Robin Szolkowy” (Perfekcyjna para. Alona Sawczenko i Robin Szolkowy) w której jej autorka Tatjana Flade skupiła się na karierze Sawczenko z partnerem Robinem Szolkowym (do 2014 roku) i na kolejnym roku ich życia po zakończeniu wspólnej jazdy.
W marcu 2020 roku została wydana biografia Sawczenko pod tytułem „Aljona Savchenko: Der lange Weg zum olympischen Gold. Eine Biographie” (pol. Alona Sawczenko: Długa droga do olimpijskiego złota. Biografia) autorstwa dziennikarki Aleksandry Iljinej. Biografia ukazała się w języku niemieckim i rosyjskim.
W 2024 roku otrzymała Srebrny Liść Laurowy.

### Życie prywatne
18 lipca 2016 roku podczas ceremonii w Füssen Sawczenko poślubiła brytyjskiego artystę-rysownika, Liama Crossa. Para poznała się na imprezie pokerowej w Oberstdorfie, tuż przed zakończeniem kontraktu Crossa w Niemczech, który nie miał pojęcia o osiągnięciach łyżwiarskich Alony. Pomimo bariery językowej (Sawczenko nie mówiła dobrze po angielsku, zaś Cross nie znał niemieckiego) zaczęli się spotykać i po sześciu miesiącach Sawczenko przyjęła jego oświadczyny.
W kwietniu 2019 roku Sawczenko i Cross ogłosili, że spodziewają się pierwszego dziecka. 7 września 2019 roku na świat przyszła ich córka Amilia Sawczenko Cross. W lutym 2022 roku Sawczenko i Cross potwierdzili rozstanie.

## Osiągnięcia

### Z Bruno Massotem (Niemcy)
| Zawody                        | 15–16          | 16–17          | 17–18          |                |                |                |                |                |                |                |                |                |                |                |                |                |                |
| Międzynarodowe                | Międzynarodowe | Międzynarodowe | Międzynarodowe | Międzynarodowe | Międzynarodowe | Międzynarodowe | Międzynarodowe | Międzynarodowe | Międzynarodowe | Międzynarodowe | Międzynarodowe | Międzynarodowe | Międzynarodowe | Międzynarodowe | Międzynarodowe | Międzynarodowe | Międzynarodowe |
| ----------------------------- | -------------- | -------------- | -------------- | -------------- | -------------- | -------------- | -------------- | -------------- | -------------- | -------------- | -------------- | -------------- | -------------- | -------------- | -------------- | -------------- | -------------- |
| Igrzyska olimpijskie          |                |                | 1              |                |                |                |                |                |                |                |                |                |                |                |                |                |                |
| Mistrzostwa świata            | 3              | 2              | 1              |                |                |                |                |                |                |                |                |                |                |                |                |                |                |
| Mistrzostwa Europy            | 2              | 2              |                |                |                |                |                |                |                |                |                |                |                |                |                |                |                |
| GP Finał Grand Prix           |                | WD             | 1              |                |                |                |                |                |                |                |                |                |                |                |                |                |                |
| GP Rostelecom Cup             |                | 1              |                |                |                |                |                |                |                |                |                |                |                |                |                |                |                |
| GP Skate America              |                |                | 1              |                |                |                |                |                |                |                |                |                |                |                |                |                |                |
| GP Skate Canada International |                |                | 2              |                |                |                |                |                |                |                |                |                |                |                |                |                |                |
| GP Trophée de France          |                | 1              |                |                |                |                |                |                |                |                |                |                |                |                |                |                |                |
| CS Nebelhorn Trophy           |                | 1              | 2              |                |                |                |                |                |                |                |                |                |                |                |                |                |                |
| CS Warsaw Cup                 | 1              |                |                |                |                |                |                |                |                |                |                |                |                |                |                |                |                |
| CS Tallinn Trophy             | 1              |                |                |                |                |                |                |                |                |                |                |                |                |                |                |                |                |
| Bavarian Open                 |                | 1              |                |                |                |                |                |                |                |                |                |                |                |                |                |                |                |
| Krajowe                       |                |                |                |                |                |                |                |                |                |                |                |                |                |                |                |                |                |
| Mistrzostwa Niemiec           | 1              | WD             | 1              |                |                |                |                |                |                |                |                |                |                |                |                |                |                |

### Z Robinem Szolkowym (Niemcy)
| Zawody                        | 03–04          | 04–05          | 05–06          | 06–07          | 07–08          | 08–09          | 09–10          | 10–11          | 11–12          | 12–13          | 13–14          |                |                |                |                |                |                |
| Międzynarodowe                | Międzynarodowe | Międzynarodowe | Międzynarodowe | Międzynarodowe | Międzynarodowe | Międzynarodowe | Międzynarodowe | Międzynarodowe | Międzynarodowe | Międzynarodowe | Międzynarodowe | Międzynarodowe | Międzynarodowe | Międzynarodowe | Międzynarodowe | Międzynarodowe | Międzynarodowe |
| ----------------------------- | -------------- | -------------- | -------------- | -------------- | -------------- | -------------- | -------------- | -------------- | -------------- | -------------- | -------------- | -------------- | -------------- | -------------- | -------------- | -------------- | -------------- |
| Igrzyska olimpijskie          |                |                | 6              |                |                |                | 3              |                |                |                | 3              |                |                |                |                |                |                |
| Mistrzostwa świata            |                | 6              | 6              | 3              | 1              | 1              | 2              | 1              | 1              | 2              | 1              |                |                |                |                |                |                |
| Mistrzostwa Europy            |                | 4              | 2              | 1              | 1              | 1              | 2              | 1              | WD             | 2              | WD             |                |                |                |                |                |                |
| GP Finał Grand Prix           |                |                | 3              | 2              | 1              | 3              | 3              | 1              | 1              |                | 1              |                |                |                |                |                |                |
| GP Cup of China               |                |                |                | 3              |                |                |                |                |                |                | 1              |                |                |                |                |                |                |
| GP NHK Trophy                 |                |                | 2              |                | 1              |                |                |                | 3              |                |                |                |                |                |                |                |                |
| GP Cup of Russia              |                | 3              |                | 1              | 2              |                |                |                | 1              |                | 1              |                |                |                |                |                |                |
| GP Skate America              |                |                |                |                |                | 1              |                | 1              | 1              |                |                |                |                |                |                |                |                |
| GP Skate Canada International |                |                | 1              |                | 1              |                | 1              |                |                | 1              |                |                |                |                |                |                |                |
| GP Trophée Éric Bompard       |                |                |                |                |                | 1              | 3              | 1              |                | WD             |                |                |                |                |                |                |                |
| Nebelhorn Trophy              |                | 3              | 1              |                | 1              | 1              | 1              |                |                |                |                |                |                |                |                |                |                |
| Memoriał Ondreja Nepeli       |                | 1              |                |                |                |                |                |                |                |                |                |                |                |                |                |                |                |
| NRW Trophy                    |                |                |                |                |                |                |                |                |                | 1              |                |                |                |                |                |                |                |
| Krajowe                       |                |                |                |                |                |                |                |                |                |                |                |                |                |                |                |                |                |
| Mistrzostwa Niemiec           | 1              | 1              | 1              | 1              | 1              | 1              |                | 1              |                |                | 1              |                |                |                |                |                |                |

### Ze Stanisławem Morozowem (Ukraina)
| Zawody                                | 98–99          | 99–00          | 00–01          | 01–02          |                |                |                |                |                |                |                |                |                |                |                |                |                |
| Międzynarodowe                        | Międzynarodowe | Międzynarodowe | Międzynarodowe | Międzynarodowe | Międzynarodowe | Międzynarodowe | Międzynarodowe | Międzynarodowe | Międzynarodowe | Międzynarodowe | Międzynarodowe | Międzynarodowe | Międzynarodowe | Międzynarodowe | Międzynarodowe | Międzynarodowe | Międzynarodowe |
| ------------------------------------- | -------------- | -------------- | -------------- | -------------- | -------------- | -------------- | -------------- | -------------- | -------------- | -------------- | -------------- | -------------- | -------------- | -------------- | -------------- | -------------- | -------------- |
| Igrzyska olimpijskie                  |                |                |                | 15             |                |                |                |                |                |                |                |                |                |                |                |                |                |
| Mistrzostwa świata                    |                |                | 9              |                |                |                |                |                |                |                |                |                |                |                |                |                |                |
| Mistrzostwa Europy                    |                | 7              | 6              |                |                |                |                |                |                |                |                |                |                |                |                |                |                |
| GP Cup of Russia                      |                | 4              | 7              |                |                |                |                |                |                |                |                |                |                |                |                |                |                |
| GP Skate Canada International         |                |                | 6              |                |                |                |                |                |                |                |                |                |                |                |                |                |                |
| GP Trophée Lalique                    |                |                |                | WD             |                |                |                |                |                |                |                |                |                |                |                |                |                |
| GP Sparkassen Cup                     |                | 5              | 5              |                |                |                |                |                |                |                |                |                |                |                |                |                |                |
| Nebelhorn Trophy                      |                | 1              |                |                |                |                |                |                |                |                |                |                |                |                |                |                |                |
| Igrzyska dobrej woli                  |                |                |                | 5              |                |                |                |                |                |                |                |                |                |                |                |                |                |
| Międzynarodowe: Kategorie młodzieżowe |                |                |                |                |                |                |                |                |                |                |                |                |                |                |                |                |                |
| Mistrzostwa świata juniorów           | 12             | 1              |                |                |                |                |                |                |                |                |                |                |                |                |                |                |                |
| JGP Finał                             |                | 1              |                |                |                |                |                |                |                |                |                |                |                |                |                |                |                |
| JGP w Chorwacji                       |                | 1              |                |                |                |                |                |                |                |                |                |                |                |                |                |                |                |
| JGP w Niemczech                       | 4              |                |                |                |                |                |                |                |                |                |                |                |                |                |                |                |                |
| JGP w Słowenii                        |                | 2              |                |                |                |                |                |                |                |                |                |                |                |                |                |                |                |
| JGP na Ukrainie                       | 3              |                |                |                |                |                |                |                |                |                |                |                |                |                |                |                |                |
| Krajowe                               |                |                |                |                |                |                |                |                |                |                |                |                |                |                |                |                |                |
| Mistrzostwa Ukrainy                   | 2              | 1              | 1              |                |                |                |                |                |                |                |                |                |                |                |                |                |                |

### Z Dmytrem Bojenko (Ukraina)
| Mistrzostwa świata juniorów | 13 |

## Programy

### Alona Sawczenko / Bruno Massot

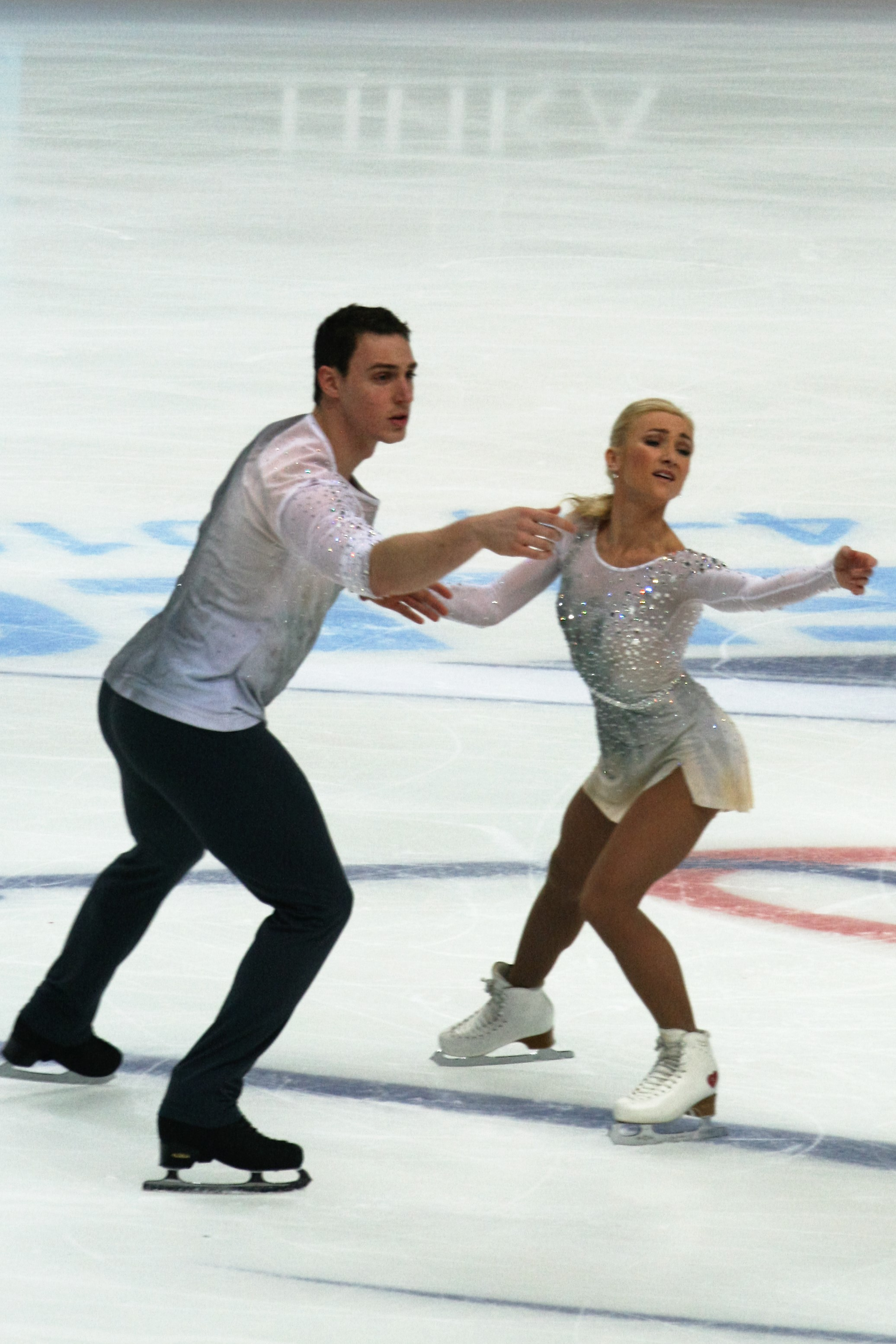
Program dowolny Lighthouse (Rostelecom Cup 2016)

| Sezon   | Program krótki (SP) | Program dowolny (FS)                                                                         | Pokazy mistrzów |
| ------- | --- | -------------------------------------------------------------------------------------------- | --- |
| 2017–18 | - That Man – Caro Emerald choreografia: John Kerr, Silvia Fontana                                                      | - La terre vue du ciel – Armand Amar, aranż. Maxime Rodriguez choreografia: Christopher Dean | - La terre vue du ciel – Armand Amar, aranż. Maxime Rodriguez choreografia: Christopher Dean - Up All Night – Oliver Tank |
| 2016–17 | - That Man – Caro Emerald choreografia: John Kerr, Silvia Fontana                                                      | - Lighthouse – Patrick Watson choreografia: John Kerr, Silvia Fontana                        | - Un Giorno Per Noi – Paul Potts - Medley – Wolfgang Amadeus Mozart - Nero – Two Steps from Hell                          |
| 2015–16 | - Créature de Siam (z Kurios Cirque du Soleil) – Raphëal Beau, Guy Dubuc, Marc Lessard choreografia: Rostisław Sinicyn | - Sometimes – Wax Tailor choreografia: Gary Beacom                                           | - Time after Time – David Pfeffer                                                                                         |

### Alona Sawczenko / Robin Szolkowy
| Sezon   | Program krótki (SP) | Program dowolny (FS) | Pokazy mistrzów |
| ------- | --- | --- | --- |

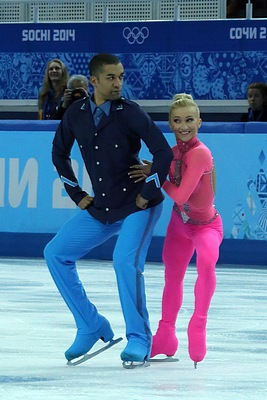
Program krótki Różowa Pantera (ZIO 2014)

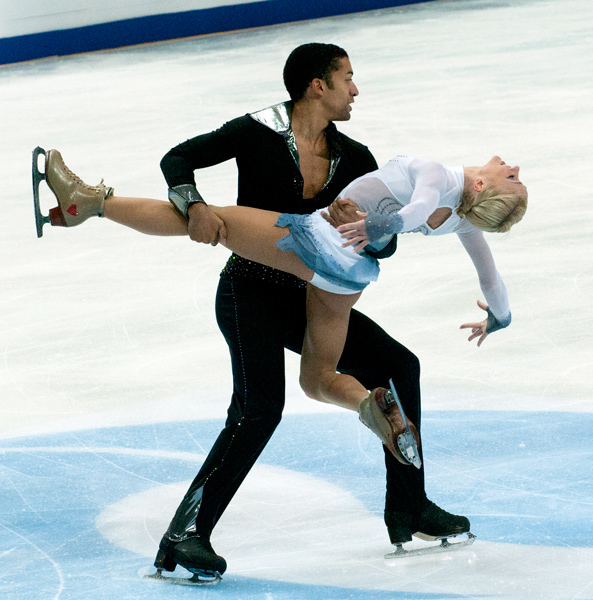
Program krótki Anioły i Demony (Rostelecom Cup 2011)

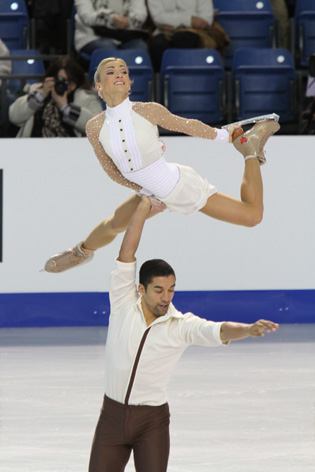
Program dowolny Out of Africa (ME 2010)

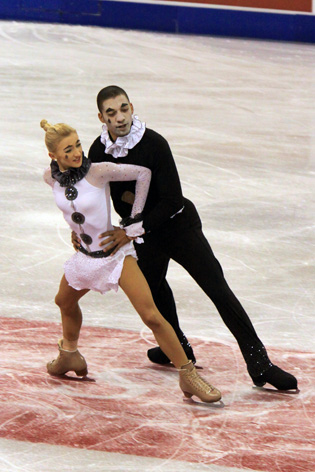
Program krótki Send in the Clowns (SCI 2009)

| 2013–14 | - Różowa Pantera medley – Christophe Beck, Henry Mancini choreografia: Ingo Steuer, David Wilson - When Winter Comes – André Rieu choreografia: Ingo Steuer, David Wilson | - The Nutcracker – Piotr Czajkowski choreografia: Ingo Steuer, David Wilson                                                                                                 | - Stay – Hurts - When Winter Comes – André Rieu choreografia: Ingo Steuer, David Wilson - Suit & Tie – Justin Timberlake |
| 2012–13 | - Kismet – Bond choreografia: Ingo Steuer | - Flamenco Bolero – Gustavo Montesano choreografia: Ingo Steuer | - Happy – Leona Lewis choreografia: Ingo Steuer |
| 2011–12 | - Anioły i demony medley – Hans Zimmer choreografia: Ingo Steuer | - Pina medley – Thomas Hanreich choreografia: Ingo Steuer | - Hungriges Herz – Scala & Kolacny Brothers choreografia: Ingo Steuer - Autumn Moon on a Calm Lake – Lang Lang choreografia: Ingo Steuer - Diversity – Emily Bear choreografia: Ingo Steuer - If You Don't Know Me by Now – Mick Hucknall choreografia: Ingo Steuer |
| 2010–11 | - Korobiejniki – Bond choreografia: Ingo Steuer | - Różowa Pantera medley – Christophe Beck, Henry Mancini choreografia: Ingo Steuer                                                                                          | - You'll Never Be Alone – Anastacia choreografia: Ingo Steuer - Barbie Girl – Aqua choreografia: Ingo Steuer - Gee – Girls’ Generation choreografia: Ingo Steuer |
| 2009–10 | - Send in the Clowns (z Mała nocna muzyka) – Danny Wright, oryg. Stephen Sondheim choreografia: Ingo Steuer                                                               | - Out of Africa medley – John Barry choreografia: Ingo Steuer - You’ll Never Walk Alone (z musicalu Carousel) – André Rieu, oryg. Richard Rodgers choreografia: Ingo Steuer | - Somewhere (z musicalu West Side Story) – Stephen Sondheim choreografia: Ingo Steuer - Bad Day – Daniel Powter choreografia: Ingo Steuer - Leningrad – Chris de Burgh choreografia: Ingo Steuer - Fascination – Alphabeat choreografia: Ingo Steuer                |
| 2008–09 | - Lost in Space medley – Apollo 440 choreografia: Ingo Steuer | - Schindler's List – John Williams - Adagio g-moll (Albinoni) – Remo Giazotto, Tomaso Albinoni choreografia: Ingo Steuer                                                    | - We've Got Tonight – Kenny Rogers, Sheena Easton choreografia: Ingo Steuer - Pie Jesu – Anna Maria Kaufmann, oryg. Sarah Brightman choreografia: Ingo Steuer - Leningrad – Chris de Burgh choreografia: Ingo Steuer                                                |
| 2007–08 | - Aśoka medley – Anu Malik choreografia: Ingo Steuer | - L'Oiseau (z Cirque du Soleil) – René Dupéré choreografia: Ingo Steuer | - Leningrad – Chris de Burgh choreografia: Ingo Steuer - Nella Fantasia – Il Divo choreografia: Ingo Steuer - Titanic medley – James Horner choreografia: Ingo Steuer - Feeling Good – Michael Bublé choreografia: Ingo Steuer                                      |
| 2006–07 | - Once Upon a Time in Mexico medley – Brian Setzer choreografia: Ingo Steuer                                                                                              | - The Mission medley – Ennio Morricone choreografia: Ingo Steuer | - Somewhere (z musicalu West Side Story) – Stephen Sondheim choreografia: Ingo Steuer - Feeling Good – Michael Bublé choreografia: Ingo Steuer |
| 2005–06 | - Souvenir De Chine – Jean-Michel Jarre choreografia: Ingo Steuer | - 1492: Conquest of Paradise – Vangelis choreografia: Ingo Steuer | - Hey Ya! – Outkast choreografia: Ingo Steuer - Belle (z musicalu Notre-Dame de Paris) – Garou, Daniel Lavoie, Patrick Fiori choreografia: Ingo Steuer |
| 2004–05 | - Isolde – Rondo Veneziano, oryg. Maurice Luttikkus choreografia: Ingo Steuer                                                                                             | - Casablanca medley – Max Steiner choreografia: Ingo Steuer | - Belle (z musicalu Notre-Dame de Paris) – Garou, Daniel Lavoie, Patrick Fiori choreografia: Ingo Steuer |

## Rekordy świata
Do sezonu 2017/2018
| Data                         | Punkty                  | Zawody                          | Partner sportowy        | Uwagi                                                     |
| Rekordy w nocie łącznej      | Rekordy w nocie łącznej | Rekordy w nocie łącznej         | Rekordy w nocie łącznej | Rekordy w nocie łącznej                                   |
| ---------------------------- | ----------------------- | ------------------------------- | ----------------------- | --------------------------------------------------------- |
| 22 marca 2018                | 245,84                  | Mistrzostwa świata 2018         | Bruno Massot            | Historyczny rekord świata przed sezonem 2018/2019 (GOE±3) |
| 28 kwietnia 2011             | 217,85                  | Mistrzostwa świata 2011         | Robin Szolkowy          |                                                           |
| 21 listopada 2009            | 206,71                  | Skate Canada International 2009 | Robin Szolkowy          |                                                           |
| Rekordy w programie dowolnym |                         |                                 |                         |                                                           |
| 22 marca 2018                | 162,86                  | Mistrzostwa świata 2018         | Bruno Massot            | Historyczny rekord świata przed sezonem 2018/2019 (GOE±3) |
| 15 lutego 2018               | 159,31                  | Igrzyska olimpijskie 2018       | Bruno Massot            |                                                           |
| 9 grudnia 2017               | 157,25                  | Finał Grand Prix 2017           | Bruno Massot            |                                                           |
| 28 kwietnia 2011             | 144,87                  | Mistrzostwa świata 2011         | Robin Szolkowy          |                                                           |
| Rekordy w programie krótkim  |                         |                                 |                         |                                                           |
| 14 lutego 2010               | 75,96                   | Igrzyska olimpijskie 2010       | Robin Szolkowy          |                                                           |
| 14 grudnia 2007              | 72,14                   | Finał Grand Prix 2008           | Robin Szolkowy          |                                                           |